# Médard Léopold Ouédraogo

Wappen von Médard Léopold Ouédraogo als Weihbischof

Médard Léopold Ouédraogo (* 8. Juni 1953 in Ouagadougou) ist ein burkinischer Geistlicher und römisch-katholischer Bischof von Manga. 

## Leben
Médard Léopold Ouédraogo empfing nach seinem Studium der Philosophie und Theologie am Grand Séminaire Saint Pierre Claver in Koumi, Burkina Faso, am 30. Juni 1979 die Priesterweihe für das Erzbistum Ouagadougou. 
Papst Benedikt XVI. ernannte ihn am 28. Mai 2012 zum Titularbischof von Sutunurca und Weihbischof in Ouagadougou. Der Erzbischof von Ouagadougou, Philippe Ouédraogo, spendete ihm am 11. August desselben Jahres die Bischofsweihe; Mitkonsekratoren waren Philippe Ballot, Erzbischof von Chambéry, und Ambroise Ouédraogo, Bischof von Maradi.
Vom 3. September 2016 bis zum 13. Juli 2018 war er Apostolischer Administrator des vakanten Bistums Dédougou.
Am 16. Juni 2022 ernannte ihn Papst Franziskus zum Bischof von Manga. Die Amtseinführung fand am 6. August desselben Jahres statt.